# عنبرستان
عنبرستان، روستایی است از توابع بخش نوده انقلاب و در شهرستان خوشاب استان خراسان رضوی ایران.

## جمعیت
این روستا در دهستان طبس قرار داشته و بر اساس سرشماری سال ۱۳۸۵ جمعیت آن ۱۸۸ نفر (۸۰ خانوار)
بوده است.